# Maj Nodermann
Maj Nodermann, född 15 mars 1925, död 19 augusti 2019 i Stockholm, var en svensk etnolog med inriktning mot svensk folkkonst.
Nodermann arbetade vid Jamtli 1953–1964 och var därefter intendent vid Nordiska museet 1964–1990. Hon disputerade vid Lunds universitet 1990 med avhandlingen Mästare och möbler. Jämtländska målare, bildhuggare, hantverkare och deras produkter.
Maj Nodermann var dotter till tonsättaren Preben Nodermann. De är begravda på Norra kyrkogården i Lund.